# Bahnstrecke Tel Aviv–Pleschet
| Hell geschotterte Trasse mittig im Ajjalon-Schnellweg, hier am ovalen Verteiler Mechlaf Wolfson überm Halt Cholon Wolfson zwischen Cholon (li.) und Tel Aviv (re.), 2008 |                      |                                                                                  |                                                                                  |
| Streckenlänge: | ?? km                |                                                                                  |                                                                                  |
| Spurweite: | 1435 mm (Normalspur) |                                                                                  |                                                                                  |
| Stromsystem: | 25 kV, 50 ~          |                                                                                  |                                                                                  |
| Zweigleisigkeit: | ja                   |                                                                                  |                                                                                  |
| |                      |                                                                                  |                                                                                  |
| \| \| \| \| \| \| \| \| Ajjalon-Korridor der Hauptlinie von Naharija via Haifa \| \| \| \| \| \| \| \| \| 0,096,2 \| Tel Aviv haHagannah seit 2002 \| Tel Aviv haHagannah seit 2002 \| \| \| \| Ajjalon-Korridor weiter mit \| \| \| \| \| Hauptlinie nach Beʾer Scheva und \| \| \| \| \| \| \| \| \| \| Schnellbahn nach Modiʿin Merkaz bzw. nach Jerusalem – J. Navon \| \| \| \| \| \| \| \| \| \| Kvisch Echad (Fahrtrichtung Südost) \| \| \| \| \| J&J-Linie Jaffa–Jerusalem \| \| \| \| \| Derech Chejl haSchirjon (Haupt-Landesstraße ) \| \| \| \| \| Derech Qibbutz Galujjot (Regionalstraße ) \| \| \| \| \| Nationalstraße \| \| \| \| 2,1 \| Zomet Cholon seit 2011 \| Zomet Cholon seit 2011 \| \| \| \| \| \| \| \| 3,9 \| Cholon Wolfson unter der Südbrücke des Verteilers Mechlaf Wolfson; seit 2011 \| Cholon Wolfson unter der Südbrücke des Verteilers Mechlaf Wolfson; seit 2011 \| \| \| \| \| \| \| \| \| \| \| \| \| 6,3 \| Bat Jam Josephthal unterm Rechov Josephthal an der Grenze zu Cholon; s. 2011 \| Bat Jam Josephthal unterm Rechov Josephthal an der Grenze zu Cholon; s. 2011 \| \| \| \| \| \| \| \| \| \| \| \| \| 7,8 \| Bat Jam Qomemijjut unterm Rechov ha- Qomemijjut an der Grenze zu Cholon; s. 2011 \| Bat Jam Qomemijjut unterm Rechov ha- Qomemijjut an der Grenze zu Cholon; s. 2011 \| \| \| \| \| \| \| \| \| \| \| \| \| 9,3 \| Rischon LeZion Moscheh Dajjan unter den Sderot Moscheh Dajjan; seit 2011 \| Rischon LeZion Moscheh Dajjan unter den Sderot Moscheh Dajjan; seit 2011 \| \| \| \| \| \| \| \| \| Strecke Rischon LeZion–Modiʿin nach und \| \| \| \| \| Kvisch \| \| \| \| \| von Modiʿin via Rischon LeZion haRischonim \| \| \| \| \| Soreq \| \| \| \| 20,7 \| Javneh Maʿarav (d. h. West) seit 2012 \| Javneh Maʿarav (d. h. West) seit 2012 \| \| \| \| \| \| \| \| \| Tunnel unter einer zum Parkhügel renaturierten ehemaligen Müllhalde \| \| \| \| \| \| \| \| \| \| \| \| \| \| \| ← Hafen Aschdod / → Sinai-Bahn von Lod \| \| \| \| \| \| \| \| \| \| Gleisdreieck des Bahnknotens \| \| \| \| \| Zomet Pleschet \| \| \| \| \| \| \| \| \| \| \| \| \| \| \| Sinai-Bahn nach Aschqelon ehemals über Gaza bis al-Qantarah \| \| \| \| \| \| \| |                      |                                                                                  |                                                                                  |
| |                      |                                                                                  |                                                                                  |
| Strecke |                      | Ajjalon-Korridor der Hauptlinie von Naharija via Haifa                           | Ajjalon-Korridor der Hauptlinie von Naharija via Haifa                           |
| |                      |                                                                                  |                                                                                  |
| Bahnhof | 0,096,2              | Tel Aviv haHagannah seit 2002                                                    | Tel Aviv haHagannah seit 2002                                                    |
| Strecke von links · Abzweig geradeaus und nach rechts |                      | Ajjalon-Korridor weiter mit                                                      | Ajjalon-Korridor weiter mit                                                      |
| Strecke · Strecke Anfang Hochstrecke |                      | Hauptlinie nach Beʾer Scheva und                                                 | Hauptlinie nach Beʾer Scheva und                                                 |
| |                      |                                                                                  |                                                                                  |
| Strecke nach links · Kreuzung · Strecke quer |                      | Schnellbahn nach Modiʿin Merkaz bzw. nach Jerusalem – J. Navon                   | Schnellbahn nach Modiʿin Merkaz bzw. nach Jerusalem – J. Navon                   |
| |                      |                                                                                  |                                                                                  |
| |                      | Kvisch Echad (Fahrtrichtung Südost)                                              |                                                                                  |
| Kreuzung (Querstrecke außer Betrieb) |                      | J&J-Linie Jaffa–Jerusalem                                                        | J&J-Linie Jaffa–Jerusalem                                                        |
| Strecke |                      | Derech Chejl haSchirjon (Haupt-Landesstraße )                                    | Derech Chejl haSchirjon (Haupt-Landesstraße )                                    |
| Strecke Ende Hochstrecke |                      | Derech Qibbutz Galujjot (Regionalstraße )                                        | Derech Qibbutz Galujjot (Regionalstraße )                                        |
| Brücke |                      | Nationalstraße                                                                   | Nationalstraße                                                                   |
| Bahnhof | 2,1                  | Zomet Cholon seit 2011                                                           | Zomet Cholon seit 2011                                                           |
| |                      |                                                                                  |                                                                                  |
| Bahnhof geradeaus unten | 3,9                  | Cholon Wolfson unter der Südbrücke des Verteilers Mechlaf Wolfson; seit 2011     | Cholon Wolfson unter der Südbrücke des Verteilers Mechlaf Wolfson; seit 2011     |
| |                      |                                                                                  |                                                                                  |
| |                      |                                                                                  |                                                                                  |
| Bahnhof geradeaus unten | 6,3                  | Bat Jam Josephthal unterm Rechov Josephthal an der Grenze zu Cholon; s. 2011     | Bat Jam Josephthal unterm Rechov Josephthal an der Grenze zu Cholon; s. 2011     |
| |                      |                                                                                  |                                                                                  |
| |                      |                                                                                  |                                                                                  |
| Bahnhof geradeaus unten | 7,8                  | Bat Jam Qomemijjut unterm Rechov ha- Qomemijjut an der Grenze zu Cholon; s. 2011 | Bat Jam Qomemijjut unterm Rechov ha- Qomemijjut an der Grenze zu Cholon; s. 2011 |
| |                      |                                                                                  |                                                                                  |
| |                      |                                                                                  |                                                                                  |
| Bahnhof geradeaus unten | 9,3                  | Rischon LeZion Moscheh Dajjan unter den Sderot Moscheh Dajjan; seit 2011         | Rischon LeZion Moscheh Dajjan unter den Sderot Moscheh Dajjan; seit 2011         |
| |                      |                                                                                  |                                                                                  |
| Abzweig geradeaus und ehemals nach links |                      | Strecke Rischon LeZion–Modiʿin nach und                                          | Strecke Rischon LeZion–Modiʿin nach und                                          |
| Brücke |                      | Kvisch                                                                           | Kvisch                                                                           |
| Abzweig geradeaus und ehemals von links |                      | von Modiʿin via Rischon LeZion haRischonim                                       | von Modiʿin via Rischon LeZion haRischonim                                       |
| Brücke über Wasserlauf |                      | Soreq                                                                            | Soreq                                                                            |
| Bahnhof | 20,7                 | Javneh Maʿarav (d. h. West) seit 2012                                            | Javneh Maʿarav (d. h. West) seit 2012                                            |
| |                      |                                                                                  |                                                                                  |
| Tunnel |                      | Tunnel unter einer zum Parkhügel renaturierten ehemaligen Müllhalde              | Tunnel unter einer zum Parkhügel renaturierten ehemaligen Müllhalde              |
| |                      |                                                                                  |                                                                                  |
| |                      |                                                                                  |                                                                                  |
| Abzweig quer und von rechts · Kreuzung Anfang Hochstrecke · Abzweig quer und von links |                      | ← Hafen Aschdod / → Sinai-Bahn von Lod                                           | ← Hafen Aschdod / → Sinai-Bahn von Lod                                           |
| |                      |                                                                                  |                                                                                  |
| Abzweig geradeaus und von links · Kreuzung Ende Hochstrecke · Abzweig geradeaus und nach rechts |                      | Gleisdreieck des Bahnknotens                                                     | Gleisdreieck des Bahnknotens                                                     |
| Verschwenkung von rechts · Verschwenkung von links und von rechts |                      | Zomet Pleschet                                                                   | Zomet Pleschet                                                                   |
| Verschwenkung von links und von rechts |                      |                                                                                  |                                                                                  |
| |                      |                                                                                  |                                                                                  |
| Strecke |                      | Sinai-Bahn nach Aschqelon ehemals über Gaza bis al-Qantarah                      | Sinai-Bahn nach Aschqelon ehemals über Gaza bis al-Qantarah                      |
| |                      |                                                                                  |                                                                                  |

Die Bahnstrecke Tel Aviv–Pleschet (hebräisch מְסִלַּת תֵּל־אָבִיב–פְּלֶשֶׁת Məsillat Tel Avīv–Pleschet, Plene: מסילת …) ist eine zweigleisige Bahnstrecke der Rakkavet Israel (RI) im Gebiet des israelischen Zentralbezirks und des Bezirks Tel Aviv. Sie verbindet Tel Aviv-Jaffa mit den Vororten im südlichen Bereich des Ballungsraums Gusch Dan und schließt im Tiefland Philistäas (Mischor Pleschet) am danach benannten Bahnknoten Pleschet an die Sinai-Bahn an.

## Verlauf
Die Strecke wurde durch dicht besiedeltes Gebiet der südlichen Vororte Tel Avivs verlegt. Die Bahn folgt dabei dem Verlauf des südlichen Ajjalon-Schnellwegs (Kvisch ), in Mittellage eingebettet zwischen den Richtungsfahrbahnen im Geländeeinschnitt und weiter südlich parallel zum Kvisch  (Autobahn).

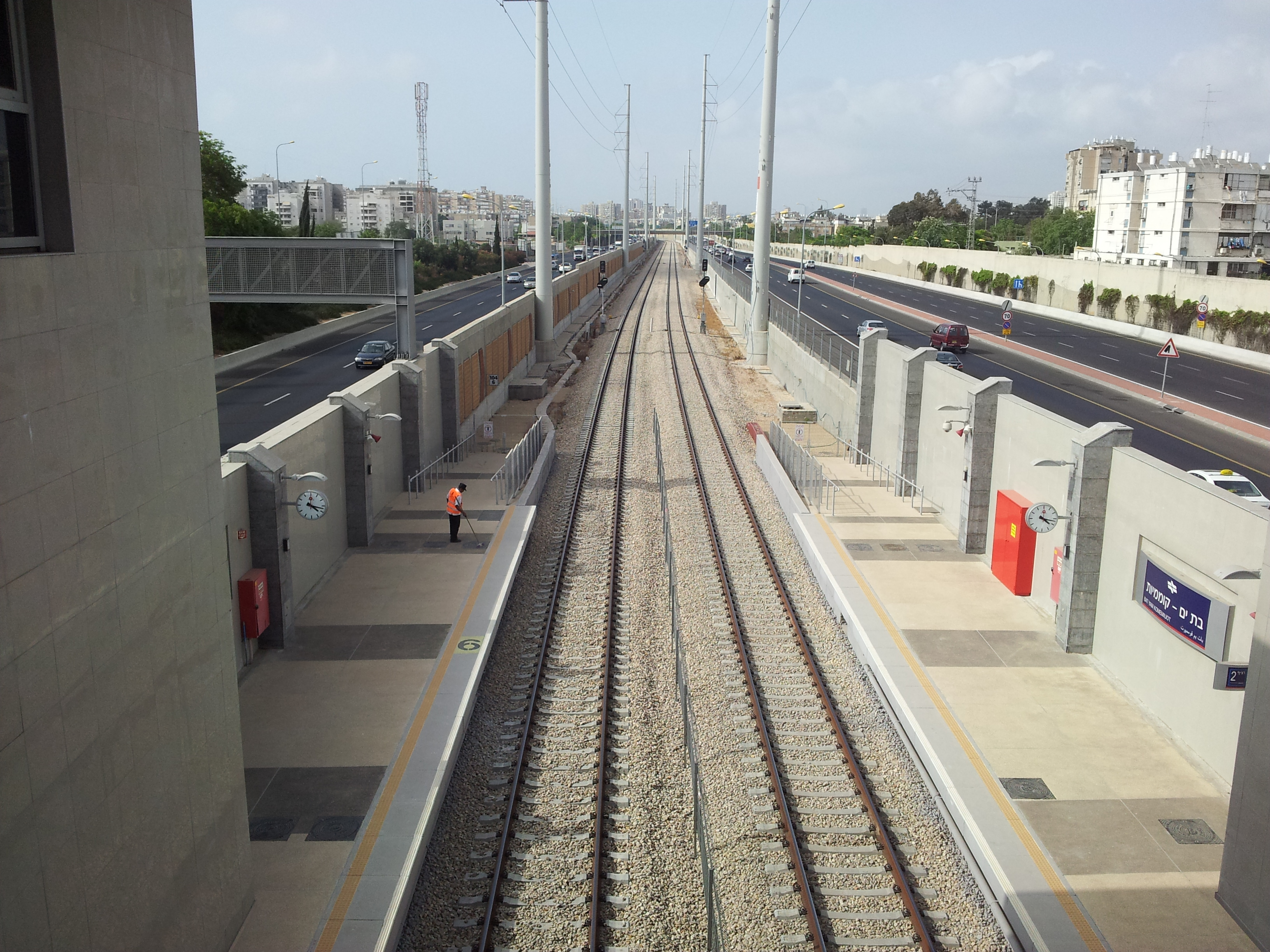
2012: Bahnhof Bat Jam Qomemijjut zwischen den Richtungsfahrbahnen des Ajjalon-Schnellwegs im Gelände-Einschnitt

Die Bahn hat sieben Bahnhöfe, von Nord nach Süd einen in Tel Aviv (HaHagannah), zwei in Cholon (Zomet Cholon und Cholon Wolfson), zwei in Bat Jam (Josephthal und Qomemijjut) und je einen in Rischon LeZion (Moscheh Dajjan) und in Javneh (Maʿarav; d. h. West). Da die Strecke den Trassen von Autobahnen und Schnellstraßen folgt, die Ortschaften und Wohngebiete soweit möglich eher peripher tangieren, liegen auch einige Bahnhöfe dezentral am Ortsrand. Eingezwängt im verdichteten Verkehrsraum beginnt die Strecke im Norden im Ajjalonkorridor (hebräisch פְּרוֹזְדּוֹר אַיָּלוֹן Prōsdōr Ajjalōn), wo sie viergleisig westlich parallel zum gleichnamigen Fluss verläuft und beide sich in Mittellage zwischen den Richtungsfahrbahnen der vielstreifigen Autobahnen Kvisch  und  (Ajjalon-Schnellweg) im Bett des Flusses drängen.

## Entwicklung

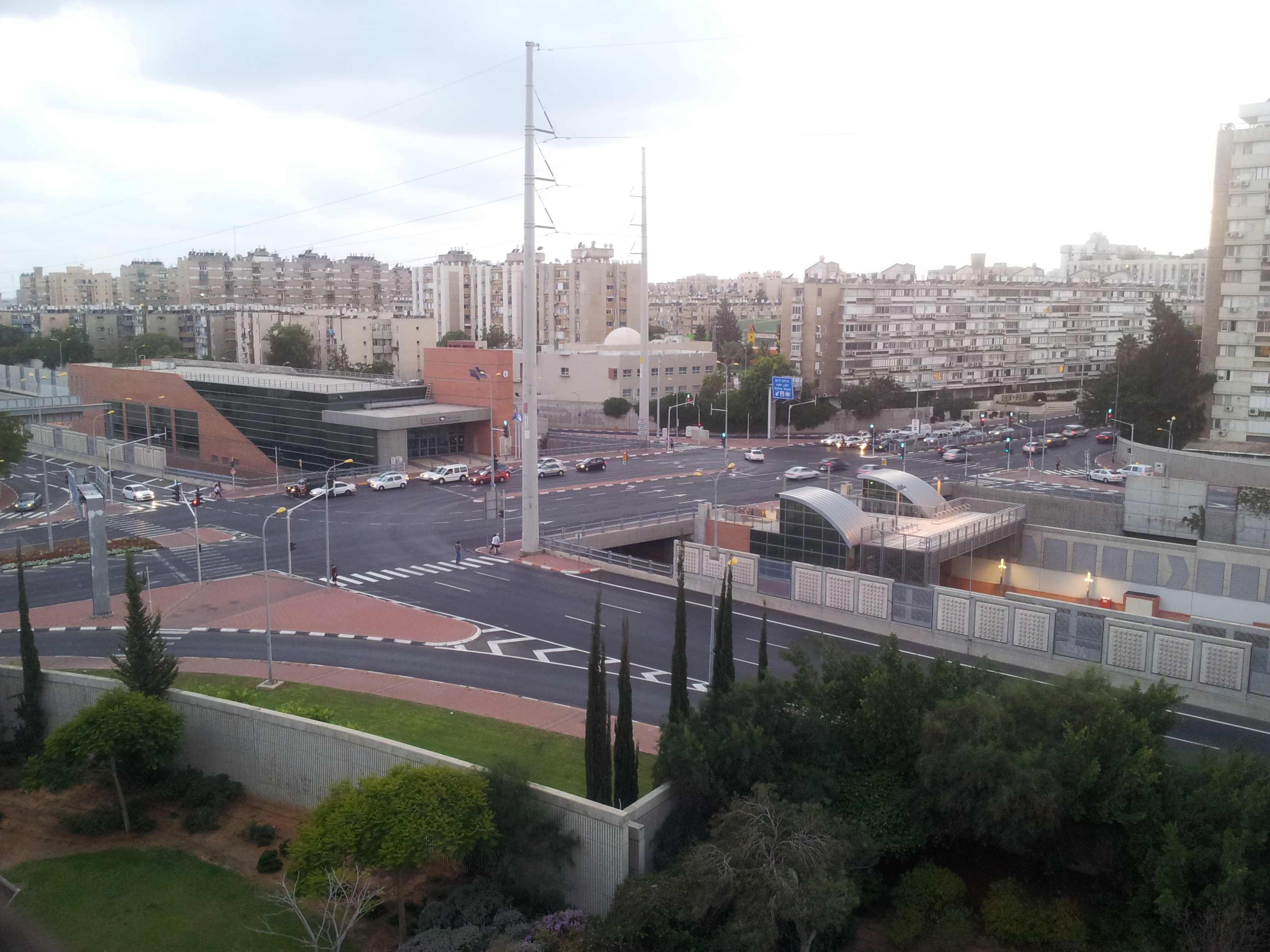
Blick von Cholon über den Rechov Josephthal mit gleichnamigem Bahnhof nach Bat Jam, 2011

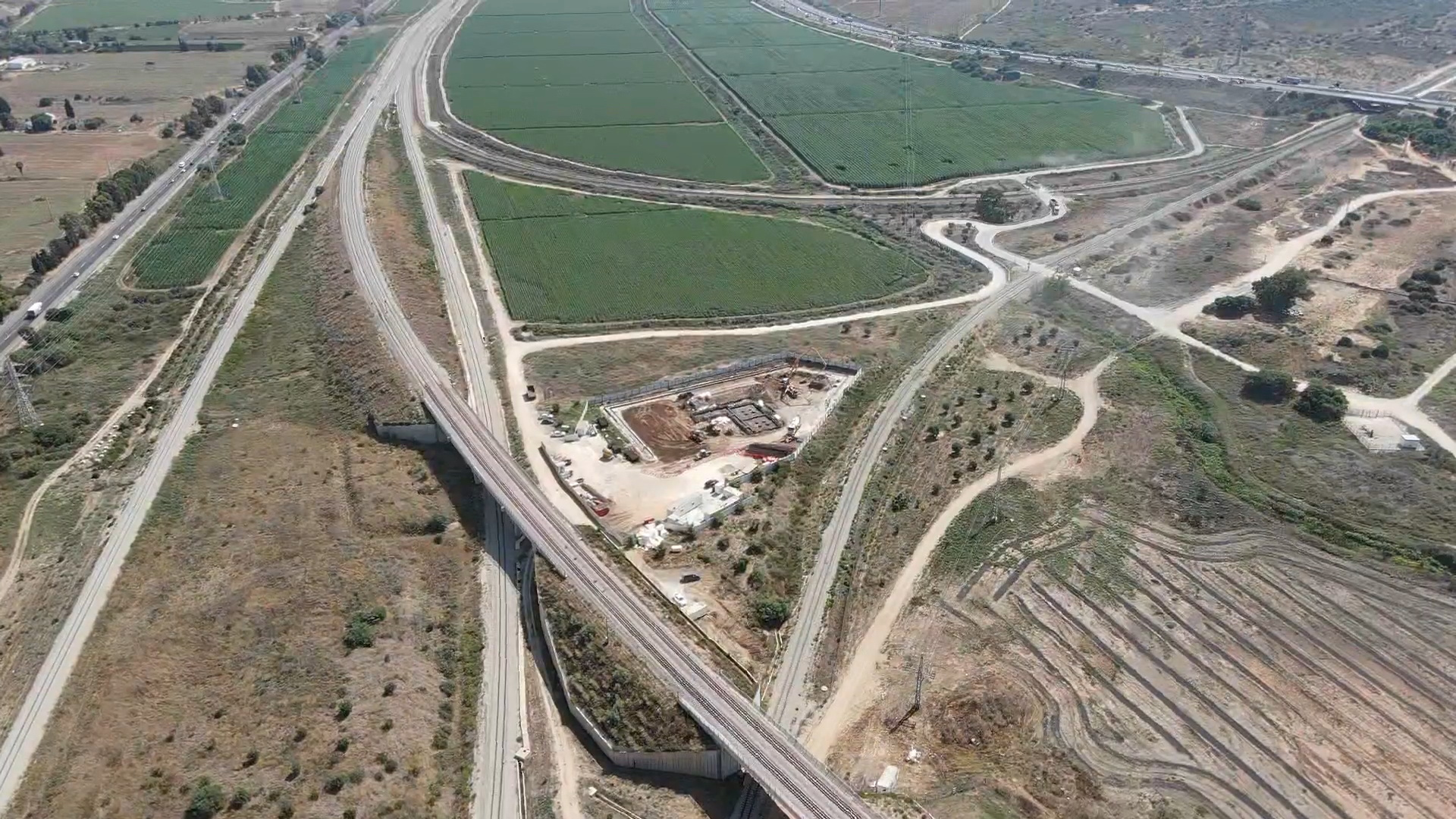
Bahnknoten Pleschet von Norden mit Brücke der Strecke von Tel Aviv, die zwischen den Gleisen der Sinai-Bahn endet und Süd- wie Nordkurve des Anschlusses zum Hafen Aschdod, mittig im Bild, 2020

Die Bahnstrecke Tel Aviv–Pleschet schließt seit 25. Februar 2012 die letzte Lücke der küstennahen Nord-Süd-Verbindung parallel zum israelischen Mittelmeersaum zwischen Naharija im Norden und Sderot im Süden. Die Osmanische Militärbahn in Palästina verlegte 1915 bis 1917 die erste durchgehende Nord-Süd-Verbindung im Lande (Militärbahn Maṣʿūdiyya–Sinai) wegen des Ersten Weltkriegs aber außer Schussweite der britischen Marine, weshalb Mandats-Palästina und dann Israel mit dem Problem lebten, dass Wirtschafts- und Bevölkerungsschwerpunkt an der Küste liegen, die Hauptmagistrale der Bahn aber abseits davon.
Im Ersten Weltkrieg und während der Mandatszeit bauten britische Militärs, die keine fremde Marine zu fürchten hatten, nahe an der See nur da neue Strecken (Sinai-Bahn bis 1917; nördliche Ostbahn mit mittlerer Küstenbahn 1918 bis 1920 nach Haifa und 1941 bis 1942 weiter nordwärts per HBT-Linie in den britisch besetzten Mandats-Libanon), wo im osmanischen küstenfernen Streckennetz noch Lücken bestanden hatten. Die Rakkevet Israel schloss dann die verbliebenen Fehlstellen, 1953 zwischen Haifa und Tel Aviv Merkaz im Norden dieser Stadt, 1993 zwischen dort und dem Südbahnhof Tel Avivs (Ajjalon-Korridor) und bis 2012 weiter über den Bahnknoten Pleschet die letzte Lücke zur hier küstennahen Sinai-Bahn.
Am 25. September 2011 begann bereits der Personenverkehr auf der Strecke, endete aber noch an der von Norden aus vorletzten Station in Rischon LeZion. Nachdem die Strecke ab 2012 bis zur Sinai-Bahn hin durchgehend befahrbar war, richtete die RI 2013 auch Reiseverbindungen nach Aschdod – ʿAd Halom und Aschqelon ein. Im Januar 2016 wurde der Verkehr über die Sinai-Bahn hinaus, die an der Grünen Linie zum Gaza-Streifen seit 2005 wieder unterbrochen ist (Abkoppelungsplan), unter Umgehung des Streifens via Sderot und Ofaqim südwärts nach Beʾer Scheva verlängert.
Planung und Bau der Strecke erfolgten über 13 Jahre (2000 bis 2013) in Etappen, in mehreren getrennten Abschnitten auch gleichzeitig. Die Kosten betrugen etwa 2,1 Milliarden Neue Scheqel (NIS). Erbaut wurden die eigentliche Strecke, die Bahnhöfe und beide Bahnknoten, Pleschet und derjenige am Bahnhof Tel Aviv haHagannah. Sie eröffnete als erste Station der Strecke 2002 im Ajjalon-Korridor, im Zuge von dessen dreigleisigen Ausbau ging am Bahnhof Tel Aviv haHagannah am 2. September 2006 ein zweiter Bahnsteig in Betrieb. Ende 2007 wurde der dritte Bahnsteig für den fünfgleisigen Ausbau des Bahnhofs begonnen, um später die Bahn nach Pleschet mit ihren zwei Gleisen einfädeln zu können.

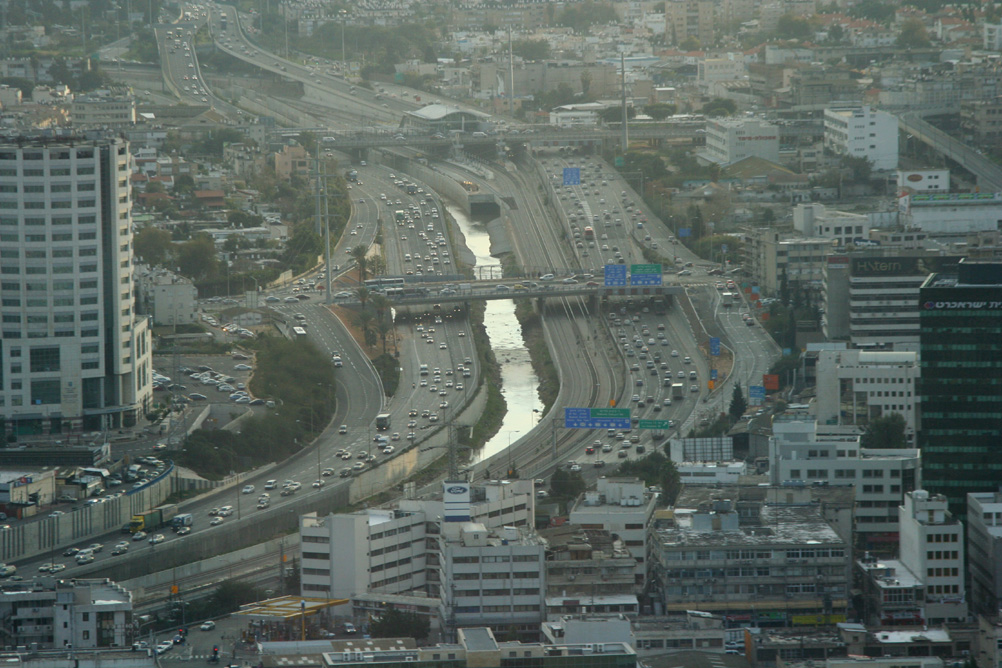
Oberer Bildrand: Ajjalon-Schnellweg mit zwei Rampen in den Ajjalon-Korridor, zwischen beiden in Bau die Auffahrt zum als Hochbahn geplanten Teil der Strecke vor Verschiebung der Osthälfte der Schnellweg-Brücke, um mittig der Hochbahn Platz zu schaffen, November 2006

Auch der südlich des Bahnhofs beginnende als Hochbahn errichtete Streckenabschnitt ging 2007 in Bau, der die Schnellbahn nach Jerusalem bzw. Modiʿin, die südwärtigen Fahrstreifen des Kvisch , die Derech Chejl haSchirjon (Kvisch  als Fernstraße) und die Derech Qibbutz Galujjot (Kvisch ) überbrückt. Da man die Bereitschaft, eine küstennahe Bahnstrecke durch den südlichen Gusch Dan zu finanzieren, in den frühen 1980er Jahren für nicht gegeben ansah, ließen damals geplante und inzwischen errichtete Brückenbauten des Ajjalon-Schnellwegs (Kvisch ) keinen Platz für die neue Bahnstrecke in Mittellage.
Die Hindelbanker Firma Hebetec AG verschob ab 18. August 2007 über drei Tage mittels Hydraulik das östliche Bauwerk der so genannten Leon-Holz- oder Chejl-haSchirjon-Brücke des Ajjalon-Schnellwegs um 15 Meter nach Osten. In der so entstandenen Lücke zwischen den Richtungsfahrbahnen des Schnellwegs wurde die Strecke Tel Aviv-Pleschet als Hochbahn errichtet. Brückenverschiebung, bauliche Änderungen an benachbarten Gebäuden (Leon-Holz-Schule für Flugtechnik, Abbruch eines Teils des Ludwipoll-Viertels) und die Hochbahn kosteten 70 Millionen NIS.
Der Bau des Bahnhofs Rischon LeZion Moscheh Dajjan wurde im Mai 2004 für geschätzte 40 Millionen NIS ausgeschrieben und war bis  2007 zu erfüllen. Obwohl das Empfangsgebäude 2009 fertiggestellt wurde, ging es erst mit Aufnahme des Bahnverkehrs am 25. September 2011 in Betrieb. Im Jahre 2005 gewann die Firma Minrav die Ausschreibung für den Bau des Bahnhofs Javneh Maʿarav (d. h. West), ausgeführt nach Plänen Batiah Svirski, und für die Anlage von etwa vier Kilometern Strecke nördlich davon in Richtung Rischon LeZions.
B. Eisenberg B. Sherman BaʿA"M lieferten die Pläne für den Bahnhof Bat Jam Josephthal, der 2009 nach Tel Aviv haHagannah als zweiter der Strecke fertiggestellt wurde, zwei Jahre vor Betriebsbeginn. Auf der Grenze zwischen Bat Jam und Cholon gelegen, stritten beide darum, nach welcher der beiden er zu benennen sei. 2009 gewann Schappir Handassah die Ausschreibung für das Baulos der Strecke von Javneh zum Bahnknoten Pleschet. In diesem Bereich befindet sich eine Mülldeponie, die mit Erde überdeckt einen künstlichen Hügel bildet, unter den in offener Bauweise ein Tunnel gezogen wurde.

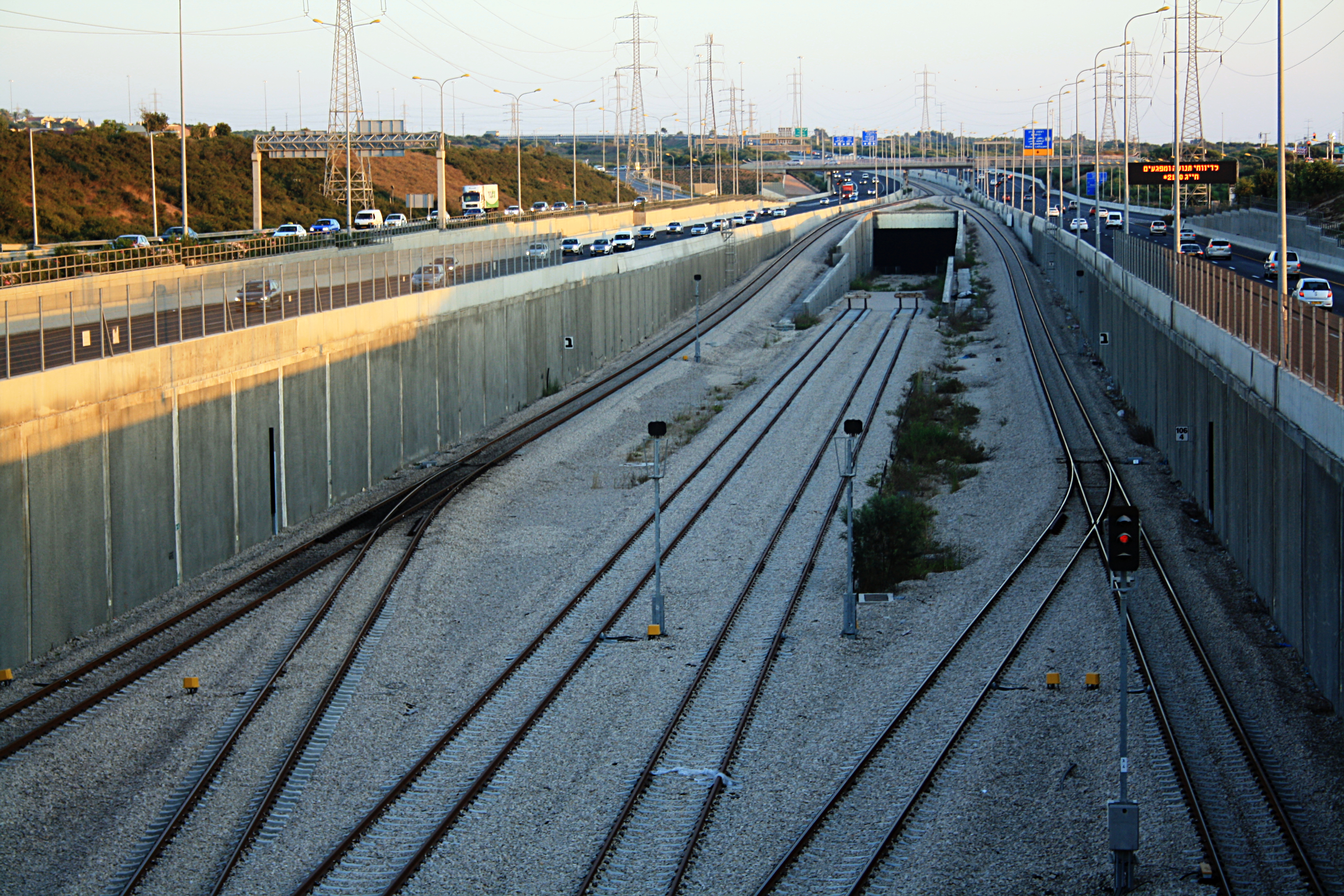
Südlich von Rischon leZion Moscheh Dajjan inmitten des Ajjalon-Schnellwegs beginnt der Tunnel zur Strecke Rischon LeZion–Modiʿin, 2013

Seit November 2019 wird die neue Strecke Rischon LeZion–Modiʿin, deren Abschnitt von Modiʿin bis zur Schnellbahn Tel Aviv–Jerusalem schon seit 2008 in Betrieb ist, nach Südwesten Richtung Rischon LeZion verlängert, wo sie per Tunnel in den Bahnhof Moscheh Dajjan einfädeln wird. Mitte 2020 begann die spanische Firma Sociedad Española de Montajes Industriales (SEMI) mit der Elektrifikation der Strecke durch Oberleitungen, nach Abschluss nahm die RI die Leitungen am 25. Dezember 2021 unter Spannung.

### Bahnknoten Pleschet

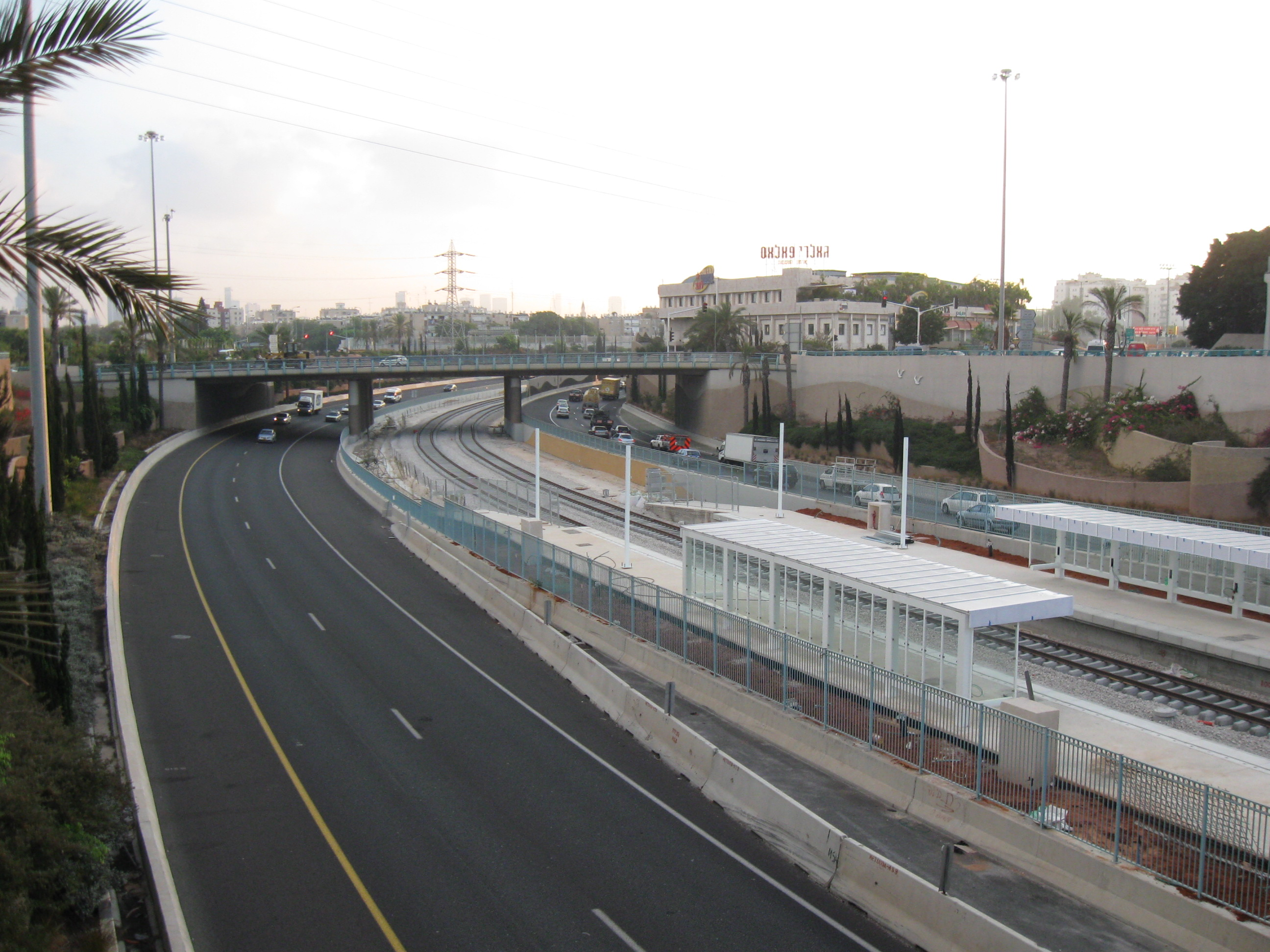
2010: Blick von der Südbrücke der Ringstraße des Mechlaf Wolfson über den gleichnamigen Bahnhof im Einschnitt zur Nordbrücke

Der Bahnknoten Zomet Pleschet (hebräisch צֹמֶת פְּלֶשֶׁת ‚Gabelung Philistäa‘, Philisterland) im Flachland Philistäas (מִישׁוֹר פְּלֶשֶׁת Mīschōr Pleschet) nahe dem Moschav Bnei Darom entstand 1960, als die hier verlaufende Sinai-Bahn einen sieben Kilometer langen Anschluss zum damals im Bau befindlichen Hafen Aschdod erhielt. Der Hafen entstand auch, um Im- und Exporte fürs südliche Israel, v. a. Mineralienausfuhren, auf kurzem Wege abzuwickeln. Der Anschluss der Strecke Tel Aviv–Pleschet an den Bahnknoten erfolgte in komplexer Ebenentrennung. Am 4. August 2013 ging die Verbindung in Richtung Javneh Maʿarav (d. h. West) in Betrieb, was Zugfahrten von Aschqelon und Aschdod nach Tel Aviv ohne den Umweg über die nördliche Sinai-Bahn (via Rechovot und Lod) ermöglicht.

## Übersicht
Die Rote Linie (1) der RI bedient die Halte der Strecke.
| Linie / Endstationen                                                                                   | Verlauf |
| --- | --- |
| Rote Linie (1) der RI:                                                                                 | Strecken (Sinai-Bahn, Strecke Tel Aviv–Pleschet, Hauptlinie, Jarqonbahn, Ostbahn, Scharonbahn) und Halte |
| Aschqelon – Herzlia über die Lulʾat haScharon (Jarqonbahn–Rosch haʿAjin – Zafon–Scharonbahn): 20 Halte | Aschqelon • Aschdod – ʿAd Halom • Javneh – Maʿarav • Rischon LeZion – Moscheh Dajjan • Bat Jam – Qomemijjut • Bat Jam – Josephthal • Cholon – Wolfson • Zomet Cholon • Tel Aviv – haHagannah • Tel Aviv – haSchalom • Tel Aviv – Savidor Merkaz • Tel Aviv – Universsitah • Bnei Braq • Petach Tiqwah – Qirjat Arieh • Petach Tiqwah – Sgullah • Rosch haʿAjin – Zafon • Kfar Saba – Nordau • Hod haScharon – Sokolow • Raʿanannah – Darom • Raʿanannah – Maʿarav • Herzlia |